# Provincia de Nordland
Nordland (en noruego Nordland; en sami septentrional Nordlánda) es una provincia (fylke) de Noruega, con 38 327 km² de superficie y 241 682 habitantes según el censo de 2015. Esta provincia tiene fronteras con las provincias de Troms y Finnmark y Trøndelag. Su capital es Bodø.

## Localidades (población estimada a 1 de enero de 2017)
- Alsvåg 314
- Alternes (Alteren) 218
- Andenes 2,693
- Åse 276
- Ballangen 863
- Ballstad 831
- Beisfjord 653
- Berg 583
- Bjerka 464
- Bjerkvik 1,173
- Bleik 453
- Bø 628
- Bodø 40,705
- Bogen 397
- Brønnøysund 5,070
- Drag 335
- Eidbukta 583
- Fauske 6,251
- Gladstad 320
- Glomfjord 1,106
- Gravdal 1,638
- Håkvik 742
- Hattfjelldal 568
- Hauknes 2,177
- Hemnesberget 1,275
- Henningsvær 488
- Hommelstø 306
- Husøy 392
- Inndyr 677
- Kabelvåg 1,844
- Kjøpsvik 848
- Korgen 878
- Leknes 3,418
- Leland 688
- Liland 323
- Løding 3,120
- Lødingen 1,718
- Løpsmarka 2,266
- Lovund 471
- Melbu 2,192
- Mo i Rana 18,685
- Mosjøen 9,841
- Myre 2,114
- Narvik 14,261
- Nesna 1,375
- Oppeid 527
- Ørnes 1,603
- Ramsund 311
- Reipå 291
- Risøyhamn 209
- Rognan 2,594
- Røstlandet 361
- Sandnessjøen 6,043
- Sigerfjord 797
- Silvalen 857
- Sørland 625
- Sortland 5,345
- Sørvågen 439
- Stamsund 1,091
- Stokmarknes 3,351
- Storforshei 607
- Strand 705
- Straume 322
- Straumen 860
- Strømsnes 471
- Sulitjelma 425
- Svolvær 4,630
- Terråk 529
- Tjøtta 214
- Toft 232
- Trofors 824
- Vik 370

## Geografía
Nordland se localiza en la costa noroccidental de la península escandinava. Se extiende a lo largo de 500 km desde Sør-Trøndelag hasta Troms. La provincia tiene una costa muy accidentada, con numerosos fiordos, siendo los principales, de sur a norte: Bindalsfjord, Vefsnfjord, Ranfjord, Saltenfjord-Skjerstadfjord, Folda, Tysfjord, Ofotfjord (el mayor de todos) y Andfjord; este último compartido con la provincia de Troms. El Vestfjord no es un fiordo en el sentido estricto de la palabra, sino una bahía entre las islas Lofoten y Vesterålen. El Rafsund, con su ramificación el Triollfjord, es la parte más estrecha de agua que conecta Lofoten con el continente.
Un paisaje típico de la costa de Nordland son las escarpadas montañas cerca del mar y las tierras llanas entre aquellas y el mar, llamadas en noruego Strandflaten (llanuras costeras). Este paisaje muchas veces se prolonga más allá del continente, en numerosas islas, como los miles que se hallan el distrito de Helgeland; estas islas generalmente son montañosas, con llanuras costeras de tamaño variable. Hinnøya, la mayor isla noruega sin contar Svalbard, pertenece en su porción meridional a Nordland. La segunda mayor isla de la provincia es Langøya. En los fiordos, los valles costeros están bastante menos desarrollados: hay una pendiente que se hace mayor hacia las montañas, y algunas colinas, o puede no haber valle alguno. Con frecuencia, hay valles en la porción del fiordo más tierra adentro, generalmente con un río que atraviesa el valle. Las localidades de Mo i Rana, Mosjøen y Rognan están localizados en dichos valles.
Nordland posee el segundo mayor glaciar de Noruega, el Svartisen; el segundo lago más grande, el Røssvatnet, y el segundo fiordo más profundo, el Tysfjord (897 m). El río más largo de la provincia es el Vefsna, que forma la cascada de Laksforsen. la cordillera de Saltfjellet forma una frontera natural entre los distritos tradicionales de Salten y Helgeland, y es el lugar donde el círculo polar ártico atraviesa la provincia. La parte occidental de esta cordillera está dominada por montañas muy escarpadas y por entradas de fiordos, con glaciares que se extienden hacia la costa, mientras que la porción oriental de las montañas es más suave y redondeada, con algunos valles boscosos.
El interior de Nordland, hacia la frontera con Suecia, está dominado por los Alpes escandinavos. El monte más alto de la provincia es Oksskolten (1 915 m), en la cordillera de Okstindan. El segundo más elevado es Suliskongen (1 907 m) y el tercero Storsteinfjellet (1 894). 
Hay numerosos glaciares en las montañas, como por ejemplo Blåmannsisen, Okstindbreen, Sulitjelmaisen y Frostisen. Siete de los mayores 15 glaciares de la Noruega continental se localizan en Nordland.

## Municipios
La provincia se divide en 44 municipios:
| 1. Alstahaug 2. Andøy 3. Ballangen 4. Beiarn 5. Bindal 6. Bø 7. Bodø 8. Brønnøy 9. Dønna 10. Evenes 11. Fauske 12. Flakstad 13. Gildeskål 14. Grane 15. Hadsel 16. Hamarøy 17. Hattfjelldal 18. Hemnes 19. Herøy 20. Leirfjord 21. Lødingen 22. Lurøy | 1. Meløy 2. Moskenes 3. Narvik 4. Nesna 5. Øksnes 6. Rana 7. Rødøy 8. Røst 9. Saltdal 10. Sømna 11. Sørfold 12. Sortland 13. Steigen 14. Tjeldsund 15. Træna 16. Tysfjord 17. Værøy 18. Vågan 19. Vefsn 20. Vega 21. Vestvågøy 22. Vevelstad |